# Эозин

Эозин Y

Эозин B

Эозин (греч. ηως — «утренняя заря») — ксантеновый кислый краситель, растворимый в воде, получают действием брома на флуоресцеин. Интенсивно-розового цвета. Применяют в производстве копировальных карандашей, губной помады, для сенсибилизации фотоматериалов, как индикатор в аналитической химии, как гистологический краситель для эозинофильных структур, как краситель для окраски белков при электрофорезе в полиакриламидном геле (окрашивает белки в розовый цвет). Имеет широкое применение в гистологии и цитологии как контрастирующий цитоплазматический краситель, в гримёрных морга. Чаще всего в сочетании с ядерными красителями: эозин-метиленовый синий, эозин - Азур В, эозин-гематоксилин. Окраска гематоксилин-эозином является основной обзорной окраской гистологических и цитологических препаратов. Эозин стал первым практически применённым в фотографии оптическим сенсибилизатором.
Впервые получен в Германии в 1873 году Генрихом Каро, который дал розовому красителю название в честь "розовоперстой Эос" (богини зари в греческой мифологии), что было прозвищем знакомой девушки из его круга общения, Анны Петерс, сестры другого химика.
В 1875 году с его помощью Уотерхаузу удалось получить ортохроматические коллодионные фотопластинки.
Интенсивность флуоресценции во много раз увеличивается при растворении в органических растворителях например диметилсульфоксиде (димексиде), диметилформамиде.